# Derichthyidae
I Derichthyidae sono una famiglia di pesci ossei marini appartenenti all'ordine Anguilliformes.

## Distribuzione e habitat
Sono presenti in tutti gli oceani caldi e temperati ma assenti dal mar Mediterraneo. Gli adulti popolano la zona mesopelagica e la zona batipelagica, a profondità fino a 2000 metri.

## Descrizione
Come tutti gli Anguilliformes i Derichthyidae hanno corpo serpentiforme e pinna dorsale, pinna anale e pinna caudale unite in una pinna mediana continua. Le pinne pettorali sono presenti mentre le pinne ventrali mancano. La pinna dorsale ha origine piuttosto indietro, oltre la punta delle pinne pettorali. L'ano e dunque l'origine della pinna anale sono poste nella metà posteriore del corpo. Sulla testa sono presenti delle linee parallele che hanno funzione sensoriale.
Sono pesci di taglia medio-piccola, che possono solo di rado superare i 50 cm. Nessorhamphus ingolfianus con quasi 60 cm è la specie di maggiori dimensioni.

## Specie
- Genere Derichthys
  - Derichthys serpentinus
- Genere Nessorhamphus
  - Nessorhamphus danae
  - Nessorhamphus ingolfianus[2]